# Bayrisch-österreichische Münzkonvention
Die Bayrisch-österreichische Münzkonvention ist ein Münzvertrag, der am 20. September 1753 zwischen Bayern und Österreich zur Harmonisierung ihrer Währungen geschlossen wurde.

## Anlass
Kurbrandenburg, Kursachsen und das Herzogtum Braunschweig-Lüneburg hatten im Jahr 1690 in Leipzig beschlossen, aus der Kölner Mark, einer aus germanischer Zeit stammender Gewichtseinheit von ca. 234 Gramm Feinsilber 12 Taler zu prägen. Dieser "12-Taler-Fuß" oder Leipziger Münzfuß setzte sich immer mehr durch und wurde 1738 als Reichsmünzfuß anerkannt.
Bereits bis zur Mitte des 18. Jahrhunderts waren einige Münzstände schon wieder von diesem Münzfuß abgewichen und münzten mehr Münzen aus der Kölner Mark.

## Festlegungen
Um wieder Ordnung und Vergleichbarkeit in das Münzwesen ihrer Länder zu bringen, vereinbarten Bayern und Österreich den Konventionstaler zu prägen, von dem 10 Stück aus der Kölner Mark geprägt wurden. Diese Taler trugen deshalb die Umschrift ZEHN EINE FEINE MARK. Der Konventionstaler war damit ein schwererer und wertvollerer Taler, als die Taler nach dem Leipziger Fuß und die zum Teil noch leichterer geprägten Taler. Ebenso wurde die Unterteilung des Talers in Kreuzer festgelegt.

## Wirkungen
Nach dem Siebenjährigen Krieg übernahmen weitere Länder den Konventionsfuß. Dagegen blieb Hannover dem Leipziger Fuß treu und Preußen führte 1750 den 14-Taler-Fuß ein („Graumannscher Münzfuß“).